# Märstetten
Märstetten är en ort och kommun i distriktet Weinfelden i kantonen Thurgau, Schweiz. Kommunen har 2 949 invånare (2023).
Kommunen består av ortsdelarna Märstetten, Ottoberg och Boltshausen.